# حسگر فروسرخ غیرفعال
حسگر فروسرخ غیرفعال (به انگلیسی: Passive infrared sensor) یا پی‌آی‌آر (PIR sensor) نوعی از حسگرها هستند که به تابش فروسرخ حساسند. این حسگرها اغلب برای تشخیص تابش فروسرخ حاصل از بدن موجودات زنده و حرکتشان، در چشمی‌ها (آشکارسازهای حرکت) به کار می‌روند.

## ساختمان
حسگرهای مادون قرمز معمولاً به صورت یک قطعهٔ سه‌پایه هستند که از دو قطعهٔ کریستالی ساخته می‌شوند. بر اثر تابش فروسرخ روی این قطعه‌ها یک شارژ سطحی در آن‌ها ایجاد می‌شود؛ در اثر تغییر میزان تابش، شارژ سطحی نیز تغییر می‌کند که حسگر از این تغییر شارژ الکتریکی برای تولید سیگنال بهره می‌برد.

## نگارخانه

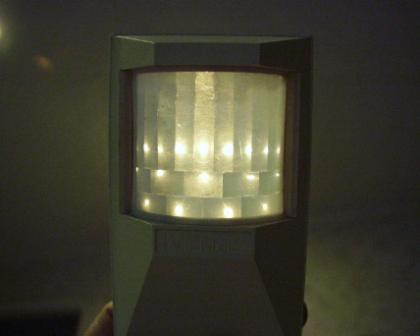
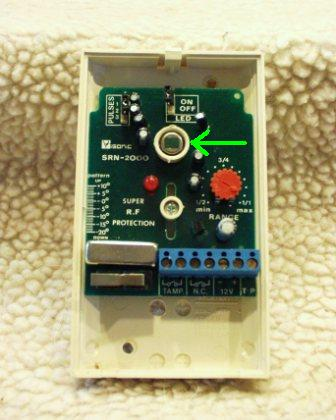

## کتابشناسی
- شایقی، غلامرضا (۱۳۹۰). سیستم‌های حفاظتی. گویش نو. شابک ۹۷۸-۶۰۰-۵۰۸۴-۶۸-۹.